# Харьковское общество польской культуры
Харьковское общество польской культуры —  общественная неполитическая организация, основанная в Харькове в 1991 году. Основной вид деятельности — сохранение польского культурного наследия, поддержка традиций и обычаев, возрождение самосознания проживающих в регионе поляков. Общество активно сотрудничает с организациями, подтверждающими польское происхождение в Харькове.
В обществе проводится обучение языку, истории и культуре Польши, языковые курсы ведутся также преподавателями из Польши. Оказывается содействие и поддержка школам и ВУЗам, в которых ведется преподавание польского языка[уточнить]. Обществом издаётся газета на польском языке «Полония Харькова», тираж которой 1 тыс. экземпляров.
Члены Общества проводят опеку над могилами польских офицеров в Харьковской области.
Президентом Общества является Юзефа Черниенко, избранная в 2010 году на четвёртый пятилетний срок.